# ガイアナの行政区画
ガイアナの行政区画（ガイアナのぎょうせいくかく）は、10の州（英語: Region）、146の地方自治体の2層構造となっている。

## 州
州はガイアナの第1級行政区画で、中央政府より権限を移譲された州開発評議会（Regional development council (RDC)）が統治している。RDC議員の任期は5年。管轄内の福祉サービスの提供、近隣民主評議会の監督の義務を負っている。州は1980年に設置された。
各州には固有の名前が付けられているが、地方自治・地域開発省や統計等では単に数字で呼ばれており、例えばバリマ＝ワイニ州は第1州（Region 1）とも呼ばれる。この州番号は下の表のNoと対応している。
| No | 州                                        | 面積 (km2) | 人口 (2012年) | 人口密度 (/km2) | 州都                   |
| -- | ----------------------------------------- | ---------- | ------------- | --------------- | ---------------------- |
| 1  | バリマ＝ワイニ州*                         | 20,339     | 27,643        | 1.4             | マバルマ               |
| 2  | ポメローン＝スペナーム州*                 | 6,195      | 46,810        | 7.6             | アンナ・レジーナ       |
| 3  | エセキボ諸島＝西デメララ州*               | 3,755      | 107,785       | 28.7            | ヴリード・エン・ホープ |
| 4  | デメララ＝マハイカ州                      | 2,232      | 311,563       | 139.6           | トライアンフ           |
| 5  | マハイカ＝ベルビセ州                      | 4,190      | 49,820        | 11.9            | フォート・ウェリントン |
| 6  | 東ベルビセ＝コレンティネ州                | 36,234     | 109,652       | 3               | ニューアムステルダム   |
| 7  | クユニ＝マザルニ州*                       | 47,213     | 18,375        | 0.4             | バルティカ             |
| 8  | ポタロ＝シパルニ州*                       | 20,051     | 11,077        | 0.6             | マディア               |
| 9  | アッパー・タクトゥ＝アッパー・エセキボ州* | 57,750     | 24,238        | 0.4             | レセム                 |
| 10 | アッパー・デメララ＝ベルビセ州            | 17,040     | 39,992        | 2.3             | リンデン               |
|    | ガイアナ                                  | 214,999    | 746,955       | 3.5             | ジョージタウン         |

### 領土問題
- エセキボ川西側はエセキボ地域と呼ばれ、ガイアナの6州（バリマ＝ワイニ州、クユニ＝マザルニ州、エセキボ諸島＝西デメララ州、ポメローン＝スペナーム州、ポタロ＝シパルニ州、アッパー・タクトゥ＝アッパー・エセキボ州 - 表中の * 印）が含まれる。隣国ベネズエラは、159,500 km²におよび、ガイアナ全国土面積の71.5%に相当するこの地域の領有を主張している[6]。
- 東ベルビセ＝コレンティネ州南東部のティグリ地域（英語版）（ガイアナ国内ではニューリバー・トライアングルと呼ばれる）はスリナムが領有権を主張している[7]。面積は 15,600平方キロメートル[8]。

## 下位行政区画
1998年地方自治法により、州の下には合計146の地方自治体が設置されている。地方自治体は3つに区分される。
基礎自治体（市・町）
基礎自治体（Municipality）は州と同様に独自の首長と任命された諮問委員会から成り、財政やインフラ開発について裁量権を持つ。また一部の基礎自治体は議会を持つ。なお2016年までは地方自治体・地域開発省の監督下にあった。
- 議会あり（カッコ内は定数） - 1市5町
  - ジョージタウン（30） - 同国で唯一市（City）を名乗る
  - アンナ・レジーナ（15） - 1970年8月1日設立
  - コリバートン（15） - 1970年9月7日設立
  - リンデン（18）
  - ニューアムステルダム（15） - 1891年9月1日設立[10]
  - ローズ・ホール（12） - 1970年9月20日設立

- 議会なし - 4町
  - バルティカ - 2016年4月23日設立[11]
  - マバルマ - 2016年設立[12]
  - レセム - 2017年10月20日設立[13]
  - マディア - 2018年10月2日設立[14]

近隣民主評議会（NDC）
近隣民主評議会（Neighbourhood Democratic Council）は単独あるいは近隣のコミュニティが合同で結成する地方自治体で、規模に応じて12人から30人ほど議員から成るNDCによって統治される。財政と事業の委員会を設置できる。数は合計65。人口密集地に多く設置される傾向があり、沿岸部のエセキボ諸島＝西デメララ州、デメララ＝マハイカ州、マハイカ＝ベルビセ州、東ベルビセ＝コレンティネ州の4州はNDCが多い。一方内陸部の州には殆ど設置されておらず、ポタロ＝シパルニ州に至ってはNDCが存在せずRDCが代行している。
- バリマ＝ワイニ州 - 2
- ポメローン＝スペナーム州 - 5
- エセキボ諸島＝西デメララ州 - 14
- デメララ＝マハイカ州 - 15
- マハイカ＝ベルビセ州 - 10
- 東ベルビセ＝コレンティネ州 - 16
- クユニ＝マザルニ州 - 1
- ポタロ＝シパルニ州 - 0
- アッパー・タクトゥ＝アッパー・エセキボ州 - 1
- アッパー・デメララ＝ベルビセ州 - 1

アメリカ先住民村評議会（AVC）
アメリカ先住民村評議会（Amerindian village council）はその名が示すようにアメリカ先住民によって統治される民族自治体である。合計は75。

## 変遷

### イギリス領時代
1838年、イギリス領ガイアナはかつての植民地の境界を基に3つの郡（County、カウンティ）に分割された。
- ベルビセ（英語版）
- デメララ
- エセキボ植民地（英語版）

その後、郡は1958年までに9県（District）へ置き換えられた。
- 東ベルビセ県（East Berbice）
- 東デメララ県（East Demerara）
- エセキボ県（Essequibo）
- エセキボ諸島県（Essequibo Islands）
- マザルニ＝ポタロ県（Mazaruni-Potaro）
- 北西県（North West）
- ルプヌニ県（Rupununi）
- 西ベルビセ県（West Berbice）
- 西デメララ県（West Demerara）

### 独立後
1966年の独立後も引き続き9県であったが、1971年頃に6県へ再編された。
- 東ベルビセ＝コレンティネ県（East Berbice-Corentyne）
- 東デメララ＝西ベルビセ海岸県（East Demerara-West Coast Berbice）
- マザルニ＝ポタロ県（Mazaruni-Potaro）
- 北西県（North West）
- ルプヌニ県（Rupununi）
- 西デメララ＝エセキボ海岸県（West Demerara-Essequibo Coast）

1980年、6県から10州（Region）に再編された。